# 316. pehotni polk (Wehrmacht)
316. pehotni polk (izvirno nemško Infanterie-Regiment 316) je bil eden izmed pehotnih polkov v sestavi redne nemške kopenske vojske med drugo svetovno vojno.

## Zgodovina
Polk je bil ustanovljen 26. avgusta 1939 preko Landwehr-Kommandeur München (WK VII); polk je bil dodeljen 212. pehotni diviziji.
6. februarja 1940 so bile 4., 8. in 12. četa reorganizirane v mitralješke čete.
Med julijem 1940 in februarjem 1941 je bil polk na počitku in popolnitvi. 5. maja 1941 je bila 13. četa odvzeta in dodeljena 337. pehotnemu polku; jeseni istega leta je v zameno prejela 13. četo 323. pehotnega polka.
5. maja 1941 so polku odvzeli 13. četo pehotnih topov in jo dodelili 309. pehotnemu polku; četa je bila nadomeščena jeseni istega leta z 13. četo 386. pehotnega polka.
1. junija 1942 so razpustili I. bataljon zaradi hudih izgub.
15. oktobra 1942 je bil polk preimenovan v 316. grenadirski polk.